# The Stuff
The Stuff (conocida en España por los nombres "El Stuff" e "In-natural" y en Hispanoamérica como "La Cosa" o "La Sustancia Maldita") es una película satírica de terror y ciencia ficción estadounidense del año 1985 producida y dirigida por Larry Cohen y protagonizada por Michael Moriarty, Garrett Morris, Andrea Marcovicci y Paul Sorvino. También fue la última película del actor Alexander Scourby.

## Argumento
Un grupo de trabajadores de un yacimiento minero descubren una espesa sustancia lechosa que brota del suelo en medio de la nieve, cuando la prueban la encuentran tan dulce y cautivadora que razonan que la gente pagaría por comerla. Más tarde, la sustancia, bautizada como "La Cosa" (The Stuff), se empaca en potes como el helado y se comercializa como un alimento libre de calorías, dulce y cremoso. La Cosa rápidamente se convierte en una locura a nivel nacional y saca del mercado al helado junto a todos los otros postres y golosinas.
Poco tiempo después, una madrugada mientras va por un refrigerio, un niño llamado Jason ve cómo La Cosa ha salido de su envase y pasea por el refrigerador, razón por la cual se niega a comerlo pese a que su familia está cada día más obsesionada con consumir el producto.
David "Mo" Rutherford, un exagente del FBI caído en desgracia que ahora se gana la vida espiando para las grandes empresas, es contratado por un magnate llamado Evans y otros dueños de grandes cadenas y fábricas de helados para averiguar exactamente qué es La Cosa y cómo sacarla del mercado. Mo comienza poniendo a su equipo científico a examinar el producto, pero esto no lo lleva a nada ya que los análisis no relacionan ninguno de sus ingredientes con alguna sustancia registrada en su base de datos.
Mo inicia una investigación sobre La Cosa poniéndose en contacto con Nicole Kendall, creadora de la campaña publicitaria que hizo famoso el producto, para intentar sacar información, aunque rápidamente ambos se sienten atraídos y comienzan una relación. Paralelamente, Jason es arrestado por destruir toda la existencia de La Cosa en un supermercado, en un intento de que la gente no lo consuma.
Mo contacta a Vickers, encargado del departamento alimentario que aprobó la comercialización de La Cosa y, haciéndose pasar por reportero, lo interroga respecto a la receta y la forma en que consiguió tan rápido su aprobación. Vickers explica que los protocolos de la regulación de los alimentos son menos rígidos que los que regulan los productos farmacéuticos, por lo que se limitaron a dictaminar que si era comestible no había ninguna razón para vetarlo. Por lo que respecta a la receta, La Cosa se ampara en el mismo derecho al que recurre Coca-cola para no revelar la fórmula de su refresco. Aparte de eso, Mo solo saca en claro que el resto del equipo que lo evaluó ha desaparecido o fallecido, pero también nota que Vickers le tiene bastante miedo a su perro, que es adicto a La Cosa. Esa misma noche Vickers es asesinado por su perro.
Mo va a Stader, en el estado de Virginia, el pequeño pueblo donde los registros de Vickers dicen que nació La Cosa, pero el lugar supuestamente está desierto ya que todos se han mudado tras el lanzamiento del producto. Allí se encuentra con Charles W. "Chocolate Chip Charlie" Hobbs, famoso dueño de una cadena de tiendas de yogur. Este ha empezado a investigar La Cosa porque después de consumirlo, su familia pareció sufrir un lavado de cerebro y acabaron quitándole su compañía para regalarla a los fabricantes de La Cosa. Mientras inspeccionan el pueblo son atacados por algunas personas y, al herirlas, descubren que no son más que cascarones vacíos ya que La Cosa los ha devorado por dentro dejando solo su piel. Finalmente consiguen huir por los pelos y deciden separarse, yendo Charlie por encargo de Mo a alertar al FBI.
Mo visita a Fletcher, dueño de la empresa que fabrica y distribuye La Cosa, quien anteriormente era dueño de la mina donde fue encontrada por primera vez, después de lo cual decidió que se dedicaría al negocio de la alimentación. Aunque por el camino trabajadores de la empresa intentan asesinar a Mo, este consigue llegar sano y salvo. Fletcher reconoce estar enterado de la naturaleza real del producto, pero asegura no consumirlo y además le ofrece una enorme suma de dinero y un contrato para que trabaje para él. Mo simula aceptar pero revela la verdad a Nicole, quien decide ayudarlo a desenmascarar la conspiración sintiéndose responsable por haberlo popularizado.
Mo se entera de Jason por las noticias y, deseando entrevistarlo, viaja hasta su ciudad. El muchacho ha sido encerrado por su familia, que ya no come nada más que La Cosa y lo mantiene sin alimentar hasta que acepte comerla. El muchacho los engaña y logra huir junto a Mo, quien posteriormente se reúne con Nicole y juntos viajan hasta Midland, Georgia, donde ambos se infiltran en las instalaciones que supuestamente fabrican y distribuyen La Cosa con el fin de averiguar su secreto. Aunque los encargados no tienen problemas en mostrar la sección de envasado, se niegan a mostrar el proceso de fabricación y tras acabar la visita los llevan a un motel para que pasen la noche.
Jason, que se había quedado en el avión, tiene que huir a campo traviesa cuando los trabajadores atacan el lugar y deambula hasta acabar dentro de la cisterna vacía de un camión de distribución de la fábrica. Paralelamente Mo y Nicole se salvan de morir cuando La Cosa, escondida en el colchón de su habitación, los ataca mientras duermen. Después de huir llegan hasta la fuente y descubren que el viejo yacimiento de la mina ahora es un lago desde donde los camiones son llenados directamente sin ningún tipo de procesamiento o refinado; La Cosa resulta ser en realidad un organismo vivo, parasitario y posiblemente consciente que brota desde el centro de la tierra y poco a poco posee y destruye a sus anfitriones. Mo se disfraza como trabajador para entrar a la fábrica; allí esconde explosivos y roba, como evidencia, un camión que estaba siendo cargado con La Cosa, dentro encuentra a Jason peleando con la sustancia y lo rescata, tras esto los tres huyen y hacen explotar el lugar.
Conscientes que todo el sector debe estar habitado por gente poseída por La Cosa, Mo decide acudir con el coronel Spears, un militar retirado famoso por ser un obseso de las conspiraciones, racista y ultraconservador de derecha que odia a Mo porque este destruyó su carrera. Pero cuenta con su propia milicia privada y no duda en ayudarlo al entender que los alimentos están siendo utilizados para lavarles el cerebro a los norteamericanos, tal como él siempre había temido. Así el grupo armado se moviliza, destruyen la fábrica, matan a los infectados y sepultan el lago de la sustancia. Posteriormente se dirigen a una emisora de radio propiedad del Coronel para alertar a todo el mundo: entonces Chocolate Chip Charlie llega a la emisora porque quiere dar testimonio de lo que vio, pero La Cosa lo ha infectado y devorado completamente por dentro y casi consigue asesinar a Nicole y Jason antes de ser detenido.
Tras dar la alerta, y explicar que no se trataba de un alimento sino de un parásito, en todo el país las personas queman los envases con la sustancia y destruyen los locales de venta y distribución hasta deshacerse completamente de todo lo relacionado con La Cosa.
Mo visita a Fletcher, quien se jacta de que la destrucción de la mina no ha dañado su negocio, ya que La Cosa se filtra desde muchos lugares en el mundo, pero Mo se compromete a encontrar esos lugares y destruirlos. Fletcher le revela que no trabaja solo ya que Evans es su socio y ambos, ahora que no pueden comercializar La Cosa, han inventado un nuevo producto al que llaman "El Sabor" (The Taste), una mezcla de 88% de helado y 12% de La Cosa, y han estado alimentando con ella a pequeñas ciudades para experimentar, supuestamente esa proporción es suficiente para hacer a la gente adicta sin que sean destruidos. Pero Mo trae a Jason, que lleva una caja llena de potes de La Cosa y a punta de pistola obligan a ambos a comerlos como castigo por todas las vidas perdidas y por su codicia. 
Mientras lo hacen, Mo les pregunta: «¿La están comiendo o se los come ella a ustedes?». Cuando terminan, Mo y Jason los dejan a la policía que se acerca. La película acaba mostrando un grupo de traficantes a la llegada de un cargamento clandestino de La Cosa, que se ha convertido en otra sustancia adictiva ilegal.

## Reparto
| Actor             | Personaje                                 | Notas         |
| ----------------- | ----------------------------------------- | ------------- |
| Michael Moriarty  | David "Mo" Rutherford                     |               |
| Andrea Marcovicci | Nicole Kendall                            |               |
| Garrett Morris    | Charles W. "Chocolate Chip Charlie" Hobbs |               |
| Paul Sorvino      | Cnel. Malcolm Grommett Spears             |               |
| Scott Bloom       | Jason                                     |               |
| Danny Aiello      | Sr. Vickers                               |               |
| Patrick O'Neal    | Fletcher                                  |               |
| James Dixon       | El cartero                                |               |
| Alexander Scourby | Evans                                     |               |
| Russell Nype      | Richards                                  |               |
| Laurene Landon    | Actriz #1 del comercial                   |               |
| Tammy Grimes      | Actriz #2 del comercial                   |               |
| Abe Vigoda        | Actor #3 del comercial                    |               |
| Clara Peller      | Actriz #4 del comercial                   |               |
| Brooke Adams      | Actriz del comercial post-créditos        |               |
| Eric Bogosian     | Trabajador del supermercado               | No acreditado |
| Patrick Dempsey   | Joven traficante                          | No acreditado |
| Mira Sorvino      | Trabajadora de la fábrica                 | No acreditada |

## Producción
El guion era una historia original de Cohen: «Mi principal inspiración fue el consumismo y la avaricia corporativa que encontramos en nuestro país y los productos dañinos que se estaban vendiendo. Estaba constantemente leyendo en los periódicos sobre varios artículos y materiales que estaban siendo retiradas porque perjudicaban a la gente. Habían sacado los alimentos del mercado porque eran peligrosos para la salud de las personas». 
Cohen fue particularmente influenciado por «el gran volumen de comida chatarra que consumimos todos los días. Seguimos comiendo estos alimentos a pesar de que algunos de ellos nos están matando. Es cuando empecé a pensar que La Cosa podría ser un producto imaginario, en este caso un postre helado, que está siendo consumido por millones y está haciendo un daño irreparable a la humanidad; todo el mundo está engullendo este delicioso alimento, así que ¿cómo puede ser malo para nosotros?».
Cohen utilizó miniaturas, maquetas y animaciones de stop motion para crear el monstruo como había hecho anteriormente en su película Q. Para la sustancia a escala real se usaron muchos helados, yogur y, para una escena que implicaba una enorme avalancha de La Cosa estrellándose contra una pared se usó espuma de extintor. Otras tomas, como las del lago gigante de La Cosa, usaron imágenes superpuestas y animación. La escena en el motel donde La Cosa sale del colchón y las almohadas para atacar a un hombre arrastrándolo por la pared y el techo se rodó en un escenario que podía ser girado al revés, permitiendo así que La Cosa subiera y bajara por la pared; este mismo escenario fue utilizado en A Nightmare on Elm Street (1984) para algunas escenas.
Cohen quería que Arsenio Hall interpretara a "Chocolate Chip Charlie", ya que pensaba que no sólo era un buen actor sino también una estrella en ascenso. Los ejecutivos de New World Pictures, sin embargo, querían a alguien más reconocible por lo que propusieron a Garrett Morris.

## Disputa por derechos
La compañía Effects Associated fue contratada por Cohen para algunas de las tomas de efectos especiales. Cuando las tomas fueron entregadas, Cohen no estaba satisfecho con las construcciones de las fábricas explotando y pagó solamente la mitad (c $ 8,000) del precio acordado. Effects Associated llevó a juicio a Cohen para reclamar una indemnización total, pero también porque las partes no tenían ningún acuerdo por escrito. El tribunal en primera instancia decidió a favor de Cohen, declarando que había un "acuerdo implícito" para el uso no exclusivo de estas tomas. La Corte de Apelaciones del Noveno Circuito de Estados Unidos confirmó el fallo y Effects Associated aún conserva los derechos de autor para su uso fuera de The Stuff.